# 共和村 (埼玉県北埼玉郡)
共和村（きょうわむら）は埼玉県の北東部、北埼玉郡に属していた村。

## 地理
- 河川 - 星川

## 歴史
- 1889年（明治22年）4月1日 - 町村制施行に伴い、新井村・境村・上会下村・関新田が合併し共和村が発足。
- 1954年（昭和29年）3月31日 - 北埼玉郡広田村・屈巣村と合併し、川里村を新設し廃止された。
- 2001年（平成13年）5月1日 - 川里村が町制施行により、川里町となる。
- 2005年（平成17年）10月1日 - 川里町が北足立郡吹上町とともに鴻巣市に編入される。